# Tiberi (veterinari)
Tiberi (en llatí Tiberius) va ser un veterinari romà que va viure probablement al segle iv o segle v.
Va escriure alguns llibres dels que només s'han conservat uns fragments que apareixen publicats a la col·lecció d'escriptors de veterinària publicada en llatí per Ruellius a París el 1530 i en grec per Grynaeus a Basilea el 1537.